# Coxhoe
Coxhoe – wieś i civil parish w Anglii, w hrabstwie Durham. Leży 9 km na południowy wschód od miasta Durham i 368 km na północ od Londynu. W 2011 roku civil parish liczyła 4190 mieszkańców.